# Edward James Burns

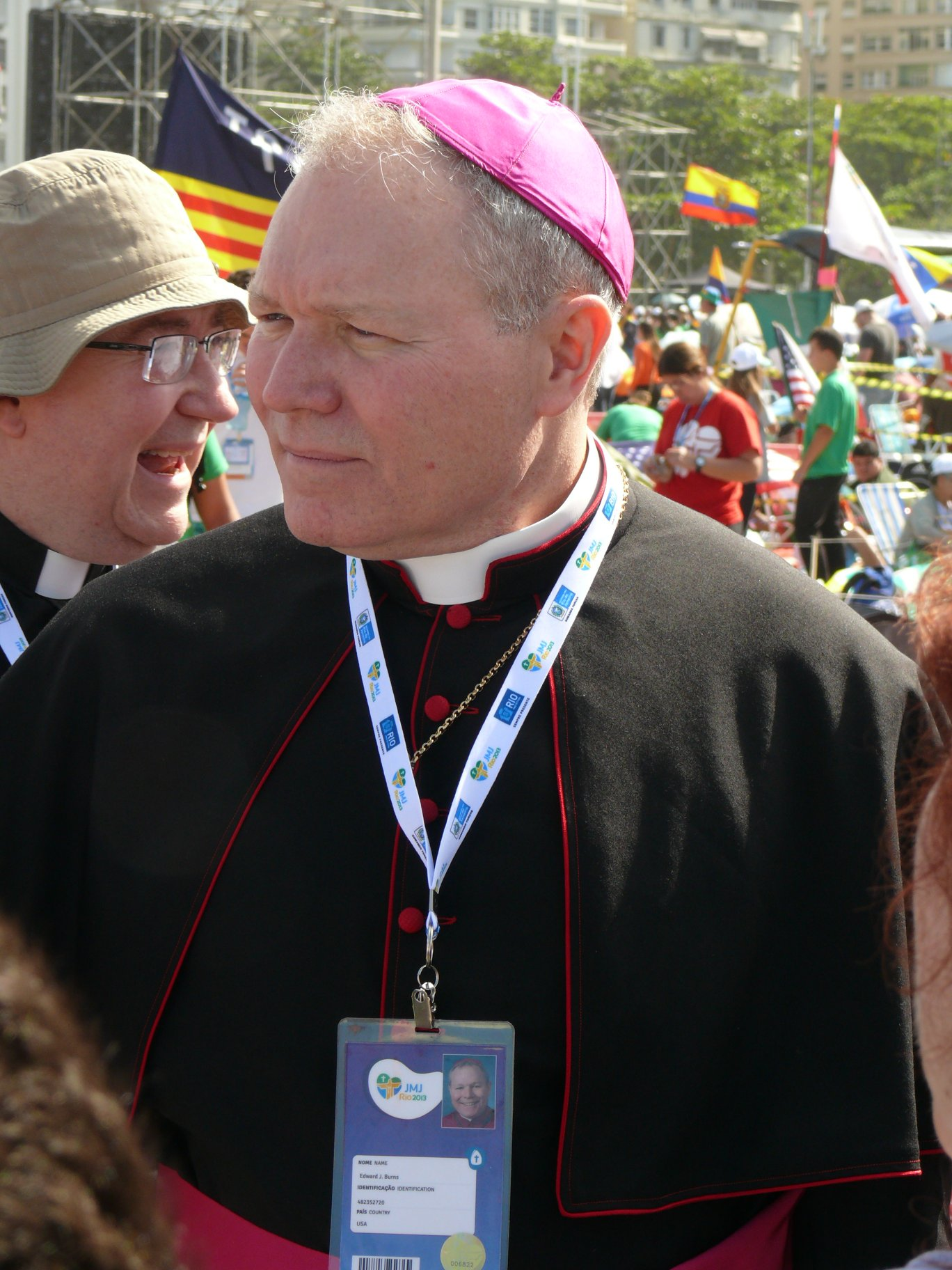
Bischof Edward James Burns

Bischofswappen

Edward James Burns (* 7. Oktober 1957 in Pittsburgh) ist ein US-amerikanischer Geistlicher und römisch-katholischer Bischof von Dallas.

## Leben
Der Bischof von Pittsburgh, Vincent Martin Leonard, weihte ihn am 25. Juni 1983 zum Priester.
Papst Benedikt XVI. ernannte ihn am 19. Januar 2009 zum Bischof von Juneau. Der Bischof von Pittsburgh, David Zubik, spendete ihm am 3. März desselben Jahres die Bischofsweihe; Mitkonsekratoren waren Roger Lawrence Schwietz OMI, Erzbischof von Anchorage, und Donald William Wuerl, Erzbischof von Washington.  Die Amtseinführung im Bistum Juneau folgte am 2. April desselben Jahres. Als Wahlspruch wählte er Pray with Confidence („Bete mit Zuversicht“).
Papst Franziskus ernannte ihn am 13. Dezember 2016 zum Bischof von Dallas. Die Amtseinführung fand am 9. Februar 2017 statt.